# El infante Carlos María Isidro
El infante Carlos María Isidro es un cuadro de Francisco de Goya, pintado en 1800, como boceto para La familia de Carlos IV. Procede de las colecciones reales y fue localizado en el Palacio Real de Madrid en 1814. Ingresó en el Museo antes de 1857, cuando se cita por primera vez en el catálogo oficial de la institución.

## Historia
Este boceto es uno de los diez estudios al natural pintados por Goya en el Palacio de Aranjuez, durante el verano de 1800. Por deseo de la reina María Luisa de Parma, el pintor retrató por separado a cada miembro de la familia real, lo que evitó que todos juntos debieran posar durante largas y tediosas sesiones.
Todos los bocetos tienen como característica principal una imprimación roja y rasgos faciales construidos en un solo tono, al igual que las masas principales. Al final, una vez definidos los planos y las proporciones, se añadían los matices de color.
El retratado es el infante Carlos María Isidro de Borbón (1788-1855), hijo de Carlos IV y María Luisa de Parma, quien luce en la imagen el Toisón de Oro, la banda de la Orden de Carlos III y la Orden de San Jenaro. Extremadamente religioso y tradicionalista, a la muerte de Fernando VII fue el primer pretendiente carlista al trono español, con el nombre de Carlos V.

## Análisis
Es una obra de extraordinaria calidad, donde Goya muestra su dominio de las pinceladas sueltas y vibrantes sobre una excelente preparación rojiza para asentar el óleo. Goya creó un cuadro donde se advierten perfectamente los rasgos físicos y psicológicos del infante: sus ojos oscuroso, la nariz menuda y los labios, fino el superior y carnoso el inferior. El infante aparece de medio cuerpo, viste camisa de cuello alto, chorrera de encaje y casaca de color castaño.
El aragonés despliega en el cuadro toda la vitalidad y los rasgos sentimentales del infante, en una obra que demuestra convencer sin idealizar, función reservada al lienzo definitivo. Con respecto al cuadro final existen varios cambios sensibles que se aprecian a simple vista. La imagen es más difusa y el rostro congelado, distinto del carácter alegre y sincero del infante. Tampoco ahonda en la complicada psicología del infante, quien parece arroparse bajo la figura de su hermano Fernando, futuro rey de España.